# Шараевка
Шара́евка — деревня в составе Вендорожского сельсовета Могилёвского района Могилёвской области Республики Беларусь.

## Географическое положение
Ближайшие населённые пункты: Клины, Красная слобода, Зеленая Слобода

## История
Упоминается в 1668 году как деревня составе Могилевской экономии в Оршанском повете Великого Княжества Литовского.